# Метагенеты

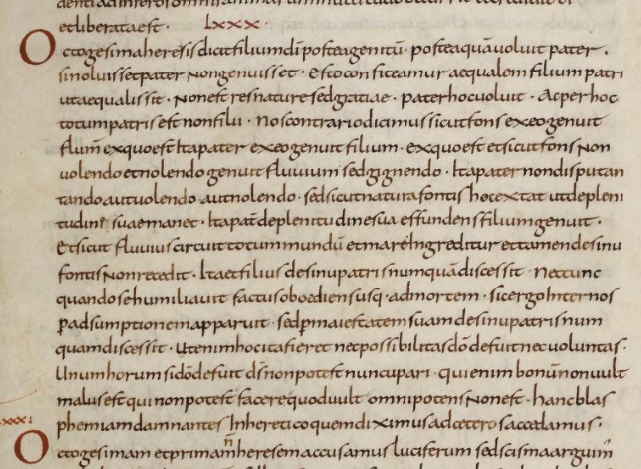
Praedestinatus. Глава LXXX. Метагенеты. Рукопись IX века. Национальная библиотека Франции

Метагене́ты (лат. metagenetæ от др.-греч. μετα-γενής — «родившийся позже») — христианские еретики конца IV — начала V века, описанные Августином в книге «De Haeresibus ad Quodvultdeum Liber Unus», у него  это 80-я ересь.
У Августина эти еретики не имеют названия; без названия эта ересь описана и у безымянного автора трактата «Праедестинат» (лат. «Praedestinatus»). В первом печатном издании «Праедестината» 1643 года редактор Жак Сирмон в оглавлении этой книги внёс это название.
Метагенеты создали учение, согласно которому Бог-Сын (Иисус Христос) не совечен Богу-Отцу, а рождён после. Их учение послужило причиной названия данной ереси. О численности метагенетов Августин и автор «Праедестината» ничего не сообщают.